# Lutz Lienenkämper
Lutz Lienenkämper (* 24. května 1969 Kolín nad Rýnem) je německý politik Křesťanskodemokratické unie (CDU). Od roku 2009 do roku 2010 zastával post zemského ministra dopravy Severního Porýní-Vestfálska a od 30. června 2017 je ministrem financí spolkové země Severní Porýní-Vestfálsko.
Po maturitě roku 1988 na Städtisches Meerbusch-Gymnasium absolvoval Lienenkämper studium práv na bonnské univerzitě, které úspěšně dokončil roku 1996. Od roku 1997 pracoval jako právník.
1. prosince 1988 vstoupil Lutz Lienenkämper do Křesťanskodemokratické unie. Jako předseda místního výboru CDU v Meerbusch působil mezi léty 1999 a 2010, kde v letech 1993 až 2009 fungoval v městské radě. Mezi léty 2004 a 2009 byl členem zemského okresu Rýn-Neuss. Od 8. června 2005 je poslancem zemského sněmu Severního Porýní-Vestfálska pro finance, hospodářství a energie. V tomto rezortu zastával také pozici mluvčího CDU. 30. června 2017 se stal zemským ministrem financí pro Severní Porýní-Vestfálsko.
Od 3. března 2009 byl také zemským ministrem dopravy Severního Porýní-Vestfáska. Avšak 11. února 2009 mu byl při dopravním prohřešku na dva měsíce zabaven řidičský průkaz. Po tomto incidentu se na něj svalila silná kritika médií a z funkce 15. června 2010 odešel.